# Francis Mourey
Francis Mourey (Chazot, Doubs, 8 de desembre de 1980) és un ciclista professional francès retirat. Estigué en actiu des del 2004 al 2017.Va competir en ruta i en ciclocròs, on va aconseguir els seus èxits principals, entre els quals destaquen nou victòries al Campionat Nacional francès, competició que va guanyar en nou ocasions (el rècord històric).

## Palmarès en ruta
- 2002
  - 1r al Tour de Còrsega
  - Vencedor d'una etapa al Tour de Moselle
- 2003
  - 1r al Tour de Còrsega
- 2004
  - Vencedor d'una etapa a la Ruta del Sud
- 2013
  - 1r a la Tro Bro Leon
  - Vencedor d'una etapa al Circuit de La Sarthe

### Resultats al Tour de França
- 2005. 94è de la classificació general

### Resultats al Giro d'Itàlia
- 2004. 104è de la classificació general
- 2007. 43è de la classificació general
- 2012. 78è de la classificació general
- 2013. 20è de la classificació general
- 2014. 33è de la classificació general
- 2015. 43è de la classificació general

### Resultats a la Volta a Espanya
- 2008. 96è de la classificació general

## Palmarès en ciclocròs
- 2000-2001
  -  Campió de França sub-23 en ciclocròs
- 2001-2002
  -  Campió de França sub-23 en ciclocròs
  - 1r a la Challenge de França sub-23 de ciclocròs
- 2004-2005
  -  Campió de França en ciclocròs
  - 1r a la Challenge de França de ciclocròs
- 2005-2006
  - 1r a la Challenge de França de ciclocròs
- 2006-2007
  -  Campió de França en ciclocròs
  - 1r a la Challenge de França de ciclocròs
- 2007-2008
  -  Campió de França en ciclocròs
  - 1r a la Challenge de França de ciclocròs
- 2008-2009
  -  Campió de França en ciclocròs
  - 1r a la Challenge de França de ciclocròs
- 2009-2010
  -  Campió de França en ciclocròs
  - 1r a la Challenge de França de ciclocròs
- 2010-2011
  -  Campió de França en ciclocròs
  - 1r a la Challenge de França de ciclocròs
- 2011-2012
  - 1r a la Challenge de França de ciclocròs
- 2012-2013
  -  Campió de França en ciclocròs
  - 1r a la Challenge de França de ciclocròs
- 2013-2014
  -  Campió de França en ciclocròs
  - 1r a la Challenge de França de ciclocròs
- 2014-2015
  - 1r a la Copa de França
- 2015-2016
  -  Campió de França en ciclocròs
  - 1r a l'EKZ CrossTour